# 정시채
정시채(丁時采, 1936년 4월 5일~2023년 9월 6일)는 대한민국의 관료, 정치인이다. 농림부 장관을 지냈으며 제11·12·14대 국회의원을 지냈다. 본관은 나주이다.

## 학력
- 전남대학교 법과대학 법학 학사
- 전남대학교 대학원 행정학 석사
- 전남대학교 대학원 행정학 박사

## 경력
- 1961년 고등고시 행정과 합격
- 1969년 무안 군수
- 1970년~1971년 전라남도 광주시장
- 1980년~1981년 전라남도 부지사
- 1981년 진도 국회의원 초선
- 1985년 진도 국회의원 재선
- 1986년~1987년 국회 예산결산위원회 위원장
- 1992년 진도 국회의원 3선 / 국회농림수산회 위원장
- 1996년~1997년 제48대 농림부 장관
- 광주대학교 특임강사
- 조선대학교 겸임교수
- 남북 국회회담대표
- 전남 무안 에덴노인요양원 설립
- 에덴노인요양원 이사장

## 역대 선거 결과
|  | 35.6% |

|  | 46.53% |

|  | 24.19% |

|  | 38.5% |

|  | 37.96% |

## 주요 의정 활동
- 도서개발촉진법 (1986)
  - 도서지역의 소득증대와 복지향상을 위해 마련한 법으로 도서지역 사업에는 예산을 육지보다 더 지원할 수 있게 하는 것이 주요내용, 5년간 해당 법 안을 추진을 위해 노력 하다가 예결위원장 시절 통과 시킴 진도에 도서개발촉진법을 제정한 것을 기념하는 공적비가 있음
- 5.18수습대책위원회
  - 전라남도 부지사 시절 5.18수습대책위원회를 창설[1] 하여 시민과 정부의 조율을 도움
- 농로 천리 뚫기 (1969)
  - 무안의 지게가 주요 운송수단임을 확인 한 후 농로 확대와 도로포장 사업 진행, 새마을 운동의 영감을 주게 되는 정책 중 하나
- 내무부 초대 소방국장 시절 119 구조대 창안
- 광양컨테이너 부두건설사업
- 영산강 3단계사업
- 무안공항 개발
- 목포 신외항 건설

## 가족 관계
- 배우자: 이금정(1936년 5월 6일 ~ 2016년 9월 14일)[2]
  - 장남: 정광석(1957년~)
  - 차남: 정광일(1959년~)
  - 장녀: 정인숙(1961년~)
  - 삼남: 정광성(1964년~)
  - 사남: 정광호(1974년~)
  - 차녀: 정윤성(1976년~)